# The Big Six
The Big Six ist die Bezeichnung der sechs führenden Mitglieder der 1947 gegründeten United Gold Coast Convention (UGCC). Die britische Kolonialmacht machte die Gruppe für die im Februar 1948 begonnenen Unruhen in Accra, der Hauptstadt der Goldküste, verantwortlich, die zur Inhaftierung der Sechs führte.
Die Gruppe bestand aus folgenden sechs Mitgliedern:
- Ebenezer Ako-Adjei (1916–2002), Gründungsmitglied der UGCC
- Edward Akufo-Addo (1906–1979), Gründungsmitglied der UGCC und Präsident Ghanas (1970–1972)
- Joseph Boakye Danquah (1895–1965), Gründungsmitglied der UGCC
- Kwame Nkrumah (1909–1972), Mitglied der UGCC seit 1947 und Präsident Ghanas (1960–1966)
- Emmanuel Obetsebi-Lamptey (1902–1963), Gründungsmitglied der UGCC
- William Ofori-Atta (1910–1988), Gründungsmitglied der UGCC

Die Gruppe ist seit 2007 auf allen sechs Scheinen der dritten Cedi-Serie abgebildet.